# Зимові Азійські ігри 2007
Зимові Азійські ігри 2007, або VI Зимові Азійські ігри — міжнародне спортивне змагання, яке відбувалось з 28 січня по 4 лютого 2007 року в місті Чанчунь, Китай. Це вже другі по рахунку ігри які проводились в Китаї; перші ж було проведено в місті Харбін у 1996 році.

## Талісман
Лулу це різновид оленя, уроженця східної Азії, котрого дуже часто можна зустріти в місті Чанчунь. У китайській культурі цей олень символізує успіх та щастя.  Кажуть що цей олень характеризується м'яким темпераментом, спортивним духом та швидкою реакцією. Очікується, що Лулу буде представляти привітну усмішку мешканців міста Чанчунь.

## Емблема
Емблема зимових Азійських ігор 2007 року складається з двох китайських штрихів, які поєднують в собі рухи стрибуна з трампліна і ковзаняра шорт-трек. Синій C-подібний штрих нагадує першу букву міста Чанчунь і охарактеризовує місто як «місто льоду і снігу» і «місто науки і техніки». Нижній зелений символ символізує мир ("спочатку лружба - потім змагання") і символізує характер міста як "міста вічної весни" та "міста лісу". Емблема являє собою зображення «зміни кожного дня» і «яструба в безкрайньому небі.»

## Види спорту
- Гірськолижний спорт (4) (докладніше)

- Біатлон (7) (докладніше)

- Лижні перегони (6) (докладніше)

- Керлинг (2) (докладніше)

- Фігурне катання (4) (докладніше)

- Фристайл (2) (докладніше)

- Хокей із шайбою (2) (докладніше)

- Шорт-трек (8) (докладніше)

- Сноубординг (2) (докладніше)

- Ковзанярський спорт (10) (докладніше)

## Календар
| ● | Церемонія відкриття | ● | Змагання | ● | Фінал | ● | Церемонія закриття |

| Січень / Лютий 2007    | 26.01 | 27.01 | 28.01 | 29.01 | 30.01 | 31.01 | 1.02 | 2.02 | 3.02 | 4.02 | Золоті медалі |
| ---------------------- | ----- | ----- | ----- | ----- | ----- | ----- | ---- | ---- | ---- | ---- | ------------- |
| Гірськолижний спорт    |       |       |       |       |       | 1     | 1    | 1    | 1    |      | 4             |
| Біатлон                |       |       |       | 2     | 1     |       | 2    | 2    |      |      | 7             |
| Лижні перегони         |       |       |       |       | 2     | 2     |      |      | 2    |      | 6             |
| Керлінг                |       |       |       |       |       |       | 2    |      |      |      | 2             |
| Фігурне катання        |       |       |       |       |       |       |      | 1    | 3    |      | 4             |
| Фристайл               |       |       |       |       |       | 1     | 1    |      |      |      | 2             |
| Хокей з шайбою         |       |       |       |       |       |       |      |      | 2    |      | 2             |
| Шорт-трек              |       |       |       | 2     | 2     | 4     |      |      |      |      | 8             |
| Сноубординг            |       |       |       | 1     | 1     |       |      |      |      |      | 2             |
| Ковзанярський спорт    |       |       |       | 2     | 2     | 4     | 2    |      |      |      | 10            |
| Всього золотих медалей |       |       |       | 7     | 8     | 12    | 8    | 4    | 8    |      | 47            |
| Церемонії              |       |       | ●     |       |       |       |      |      |      | ●    |               |
| Січень / Лютий 2007    | 26.01 | 27.01 | 28.01 | 29.01 | 30.01 | 31.01 | 1.02 | 2.02 | 3.02 | 4.02 | Золоті медалі |

## Країни-учасники
У змаганні брало участь 25 команд.
| Країна                          |
| ------------------------------- |
| Афганістан (3)                  |
| Китай (159)                     |
| Китайський Тайбей (14)          |
| Гонконг (26)                    |
| Індія (5)                       |
| Іран (14)                       |
| Японія (112)                    |
| Йорданія (3)                    |
| Казахстан (104)                 |
| Кувейт (22)                     |
| Киргизстан (5)                  |
| Ліван (3)                       |
| Макао (26)                      |
| Малайзія (21)                   |
| Монголія (23)                   |
| Непал (2)                       |
| Північна Корея (66)             |
| Пакистан (7)                    |
| Філіппіни (5)                   |
| Палестина (1)                   |
| Таджикистан (3)                 |
| Таїланд (23)                    |
| Об'єднані Арабські Емірати (19) |
| Узбекистан (11)                 |
| Південна Корея (118)            |

| Неконкурентні країни |
| -------------------- |
| Бангладеш            |
| Бахрейн              |
| Бруней               |
| Бутан                |
| Камбоджа             |
| Індонезія            |
| Лаос                 |
| Ірак                 |
| Мальдіви             |
| М'янма               |
| Оман                 |
| Катар                |
| Саудівська Аравія    |
| Сінгапур             |
| Сирія                |
| Шрі-Ланка            |
| Східний Тимор        |
| Туркменістан         |
| В'єтнам              |

## Таблиця медалей
| Місце   | Країна         | Золото | Срібло | Бронза | Загалом |
| ------- | -------------- | ------ | ------ | ------ | ------- |
| 1       | Китай          | 19     | 19     | 23     | 61      |
| 2       | Японія         | 13     | 9      | 14     | 36      |
| 3       | Південна Корея | 9      | 13     | 11     | 33      |
| 4       | Казахстан      | 6      | 6      | 6      | 18      |
| 5       | Монголія       | 0      | 0      | 1      | 1       |
| 6       | Узбекистан     | 0      | 0      | 1      | 1       |
| Загалом | Загалом        | 47     | 47     | 56     | 150     |